# 黒崎健時
黒崎 健時（くろさき けんじ、もしくは名前の読みが「たけとき」、1930年3月15日 - 2021年頃）は、日本の空手家。別名：黒崎 明。栃木県下都賀郡桑村出身。
キックボクシング・目白ジム、新格闘術・黒崎道場、黒崎総合格闘技スクールを主宰。元・極真会館最高師範（七段）。

## 来歴
当初は国士舘大学の一期生である福田久一郎に剣道を習っていたが、その後、革新系皇道派思想の佐郷屋留雄に預けられ、師事していた時に、佐郷屋の紹介で大山倍達の門下生となった。
自著『必死の力必死の心』には1953年目白野天道場に入門したと書いているが、当時の黒帯門下生は「黒崎と言う人を見たことがない」と言われ「立教裏道場時代からではないか」と答えている。
その後、大山が池袋に大山道場を開設後、石橋雅史・安田英治と共に師範代を担う。渡辺一久・岡田博文・大山茂・春山一郎・大山泰彦・千葉真一・郷田勇三・中村忠・加藤重夫・藤平昭雄・芦原英幸・盧山初雄・山崎照朝らを指導した。
1958年（昭和33年）には大山道場の師範代を兼務しながら、当時国内唯一の支部であった成増道場を開設し、及川宏などの門下生を育成する。
1963年（昭和38年）春に大山道場は、野口修からムエタイとの対抗戦を持ちかけられる。大山は黒崎を監督、メンバーに当時「極真四天王」と云われた、岡田博文・大山泰彦・中村忠・藤平昭雄を選出した。黒崎ら5名は、8月から鬼怒川で1か月間合宿を行い、10月のタイ遠征に備えた。しかし遠征は12月に延期され、更に1964年（昭和39年）の1月に再延期された事から、岡田と泰彦は遠征を辞退する。
1964年（昭和39年）2月、黒崎は中村と藤平を引率してタイに遠征。当初、黒崎は試合に出る予定はなかったが、「2人じゃ少ないから」という理由で出場を打診され、急遽参戦する。ルンピニー・スタジアムで行われ、ムエタイランカーのラウィーとムエタイルールで対戦。不慣れなグローブ着用や調整不足も影響し、ラウィーの肘打ちを顔面に浴び敗れた。その代わり、中村と藤平はKO勝ちして、空手とムエタイの異種格闘技戦は、かろうじて2勝1敗で勝ち越しした。
同年4月に大山道場が財団法人極真奨学会を冠し、国際空手道連盟 極真会館に刷新された。同年6月、東京都豊島区西池袋に本部道場が竣工。なお、建設には資金援助をしてくれた人たちの他、「黒崎師範の貢献がとても大きい」と中村は証言している。
1966年（昭和41年）に後に極真会館ヨーロッパ地区初代委員長となったジョン・ブルミンの招聘でオランダに11か月滞在し、指導を行った。教わった門下生にはヤン・カレンバッハやルック・ホランダーなどがいた。
1969年（昭和44年）3月に極真会館を去り、目白ジムを設立。キックボクシングの世界に入り、全日本キックボクシング協会に加盟。大沢昇・藤原敏男・島三雄・岡尾国光・斎藤京二らを育て上げる。
1978年（昭和53年）に藤原がラジャダムナンのタイトルを獲得して、黒崎念願の外国人初のムエタイ王者を出した。その後、日本格闘術連盟を設立し、全日本キックボクシング協会から離脱し、新格闘術・黒崎道場を発足。独立後は新格闘術として独自興業を打つ。新団体を立ち上げた理由として、当時日本キックボクシング協会と全日本キックボクシング協会の2団体が存在していたが、双方とも旧態依然たる体質で、人気下降ぎみのキックボクシングになんら手立てもしていなかった。また当時は積極的に他団体や異種格闘技と交流する時代でもなかった。黒崎は全日本キックボクシング協会の枠組みに囚われず、当時台頭してきたWKAやPKAといったアメリカンプロカラテや、ムエタイなど異種格闘技とのマッチメイクを積極的に組んでいた。
他にも単発的に独自にタイからランカークラスの選手を招聘して、日本武道館でムエタイの試合を開催したり、所属連盟に囚われないキックボクシングのオープントーナメントなども開く。ウィリー・ウィリアムス対アントニオ猪木戦のプロモートにも梶原一騎と共に携わった。梶原一騎が製作した一連のドキュメンタリー格闘技映画にも出演し、劇画『空手バカ一代』、『四角いジャングル』にも実名で登場し、描かれている。
2002年（平成14年）から2003年（平成15年）までK-1ファイターの小比類巻太信が黒崎道場に所属。黒崎総合格闘技スクールでは競輪など、格闘技以外のスポーツ選手の体力増強の指導もしていた。
現在（2019年以降）の消息は証言する人物によって異なり、死去を主張している情報が錯綜した。しかし直弟子の藤原敏男が、家族に生存確認した動画を自身のYoutubeチャンネルで公開し（2020年8月）、存命を言及。病気により入院中を伝えている。

## 人物
大山茂が入門した時に3人の大先輩がいた。一人は予告前蹴りの安田英治。一人は華麗で柔の組手の実践者の石橋雅史。そして剛の組手をした黒崎である。茂は安田を「追い付きたかった先輩」であると言い、石橋を「先輩の中では一番優しかった」と回顧する。では、黒崎はどうであったかというと「怖かった」という。「何が怖いかと言うと･･･まず、あの顔だね（笑）。それと組手。当時、黒崎先生と自ら進んで組手をする人間はいなかった。私もやった事があるのですが、黒崎先生はこっちが叩くと当たっちゃうんですよね。避けないで自分の体で受けてしまうんです。それでも前に出てくるから、たまたま私の正拳突きが顔にモロに当たって、それで目のところがちょっと切れて血が出たんですね。そうしたら、先生は“ニタッ”と笑うんですよ。これが何とも言いようがなく、怖かったですね。当時、先輩に後輩が当ててしまうと、その先輩がムキになってこっちが一方的にやられてしまう、という事が多かったんですけど、先生は叩き返すのではなく、“ニタッ”っと笑うんです。よけいに怖いものがありましたね」。当時の黒崎の組手はまさに受けない組手だった。この程度のパンチなら受けても大丈夫だろう、という攻撃にはガードもせず、自らも手を出さず打たれながら前進、そのまま最後には壁にまで追い詰め、2・3発で終わらせていた。
その一方で中村忠はタイ遠征時に現地でも、また試合が延期になった時に、大学卒業が危ない中村を「それじゃ、大変だから帰った方がいいんじゃないか？」と暖かい言葉をかけてくれたという。中村は「黒崎師範は一見そうとは思えないが、非常にデリケートで思いやりのある人である。師範の考案した実践的なトレーニングで、私たちは宿敵ムエタイに勝つ事ができた。翌日、私と藤平は師範に礼を述べた。師範はそれを聞いて泣いていた。初めて見る鬼の涙だった」と述懐した。
藤原敏男は「入門したばかりは何も教えてくれなかった。やる気があるのかどうか見極められていたみたいです。デビュー戦も何も教わっていないのに試合が組まれていた。そのうちにやる気を認めてくれて徐々に教えてくれるようになったけど･･･。とにかく怖くて怪我をしたり、風邪をひいたりしている時もそれを言い出す事ができなかった。練習を休むと貴様ら！って怒鳴られるから（笑）。でも、“この人についていけば、俺は必ず世界一強い男になれる”と信じてついていった」と語る。また、ジムでの練習以外にもあらゆる事で反射神経や心理トレーニングを受け、ある種非常識な部分もあったという。藤原は「時効だから言えるが、自動車を運転していて追い越し禁止区域で追い越しさせられたり、『赤信号は注意して渡れだ。高速道路の料金所は隙を見て振り切れ。これも反射神経のトレーニングだ』と心理的な部分でも鍛えられた。全く気を抜く暇がなく、そういう事がジムの練習以外でもあらゆるケースで毎日続き、あらゆる事で日々勝負をさせられていた。だから、リングに上がって試合する方が、はるかに楽だった」と吐露している。

## オランダ
黒崎の厳しい指導でオランダに格闘技を根付かせることができ、その名残で極真会館から離脱したジョン・ブルミンの極真武道会と現存の極真会館のオランダ支部道場には、大山倍達と黒崎の写真が飾られている。
K-1でオランダの選手が活躍しているが、彼らはブルミンの孫弟子であり、黒崎からすると曾孫弟子にあたり、
- ヤン・プラス（目白ジムで修行後、オランダ目白ジムを設立し、ロブ・カーマンを輩出）
- トム・ハーリック（ドージョー・チャクリキを設立し、ピーター・アーツを輩出）
- ヨハン・ボス（ヨハンボスジムを設立し、アーネスト・ホーストを輩出）

などがいる。

## 著書＆参考文献
- 『Kyokushinkai Karate 1』&『Kyokushinkai Karate 2』
  - 1967年 共著者 Jon Bluming
- 『必死の力・必死の心』
  - スポーツライフ社、1979年（昭和54年）、ISBN 4879480045
- 『続必死の力・必死の心』
  - スポーツライフ社、1981年（昭和56年）
- 『自己防衛の秘術』
  - スポーツライフ社
- 『サムライへの伝言』
  - 文芸社、2004年（平成16年）、ISBN 483557396X